# Distiliopsis
Distiliopsis é um género botânico pertencente à família Hamamelidaceae.